# Новопольська сільська рада (Білорусь)
Новопольська сільська рада або Новопольська сільрада (біл. Навапольскі сельсавет, рос. Новопольский сельсовет) — сільська рада в складі Пуховицького району, Мінська область, Білорусь. Адміністративний центр — село Новополлє.
Новопільська сільська рада розташована в центральній частині Білорусі, і в центрі Мінської області орієнтовне розташування — супутникові знимки, на захід від районного центру Мар'їна Горка.
Рішенням Мінської обласної ради депутатів від 28 травня 2013 року, щодо змін адміністративно-територіального устрою Мінської області, межі сільської ради була розширені. До неї долучено села Правдинської селищної ради та частину сіл Вузлівської сільської ради
Відтак до складу сільради входить 37 населених пунктів:
- Бахаровичі • Бельковичі • Войрівка • Гребінь • Дудичі • Замостя • Зарічани • Культура • Новополлє • Осока • Підгаття • Підляддя • Птич • Розпуття • Шабуни • Барбарове • Волосач • Дуброво • Ковалевичі • Кристампілля • Кукига • Лебедине • Малинівка • Пристань • Сергієвичі • Слопищі • Теребель • Будьонівка • Вороб'ївка • Ленінський • Маховка • Озеричино • Товарські • Шелеги • Кухарівка